# Peyk (ort i Azerbajdzjan)
Peyk är en ort i Azerbajdzjan.   Den ligger i distriktet Saljan, i den sydöstra delen av landet, 90 km sydväst om huvudstaden Baku. Antalet invånare är 1 060.
Terrängen runt Peyk är platt. Närmaste större samhälle är Şirvan, 14,2 km nordväst om Peyk.
Trakten runt Peyk består till största delen av jordbruksmark. Runt Peyk är det ganska tätbefolkat, med 52 invånare per kvadratkilometer.